# Saúl Anicama
Saúl Anicama Purilla (Ica, Provincia de Ica, Perú, 8 de abril de 1991) es un futbolista peruano. Juega como mediocentro defensivo y su equipo actual es San Francisco de Asís de Ica que participa en la Copa Perú. Tiene 33 años.

## Trayectoria
Debutó en Primera División el 2 de mayo de 2010 frente a Inti Gas. Aquel día, por la fecha 12 del Campeonato Descentralizado, Alianza venció por 1-0 al equipo ayacuchano en Matute con gol de Claudio Velázquez. A nivel de menores, ha participado en las dos ediciones de la Copa Libertadores Sub-20, recayendo en él la capitanía del equipo. También ha alternado con continuidad en los torneos de Promoción y Reserva. En el 2012 alternó en 8 partidos.
En los últimos días del 2012, fue cedido a préstamo al Inti Gas de Ayacucho, junto a Hans Tarrillo, por toda la temporada 2013.
Luego de haber tenido un año aceptable en el Sport Victoria de Ica, refuerza al Real Garcilaso.

## Clubes
| Club                        | País | Año         |
| --------------------------- | ---- | ----------- |
| Alianza Lima                | Perú | 2010 - 2012 |
| Inti Gas                    | Perú | 2013        |
| Deportivo Coopsol           | Perú | 2015        |
| Sport Victoria              | Perú | 2016        |
| Real Garcilaso              | Perú | 2017        |
| Sport Marino                | Perú | 2019        |
| Octavio Espinosa            | Perú | 2019        |
| Barcelona de Parcona        | Perú | 2020        |
| San Francisco de Asís (Ica) | Perú | 2022 -      |

## Palmarés
| Título                        | Club         | País | Año  |
| ----------------------------- | ------------ | ---- | ---- |
| Torneo de Promoción y Reserva | Alianza Lima | Perú | 2011 |